# Fischmarkt (Brügge)

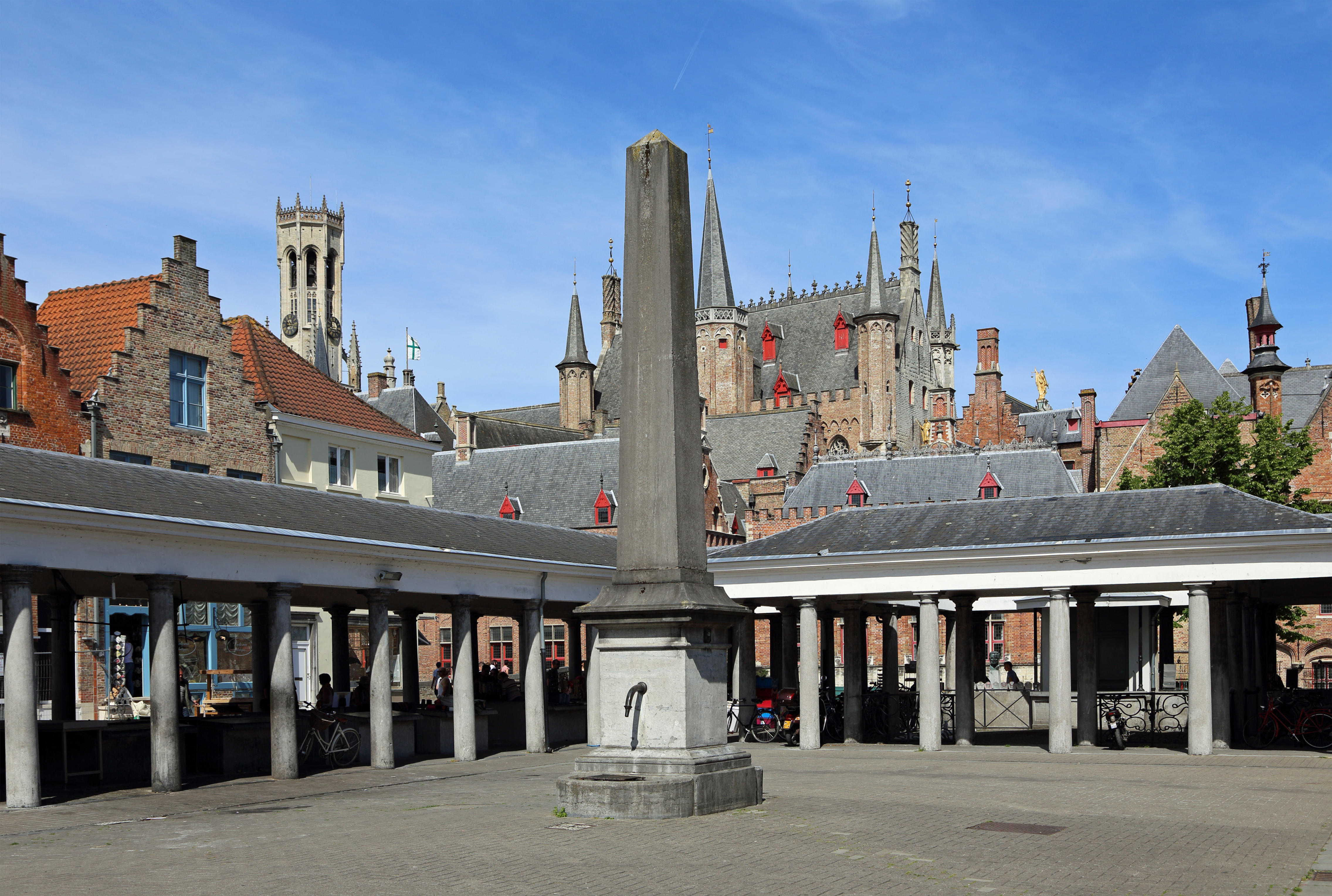
Fischmarkt in Brügge, Innenhof, 2019

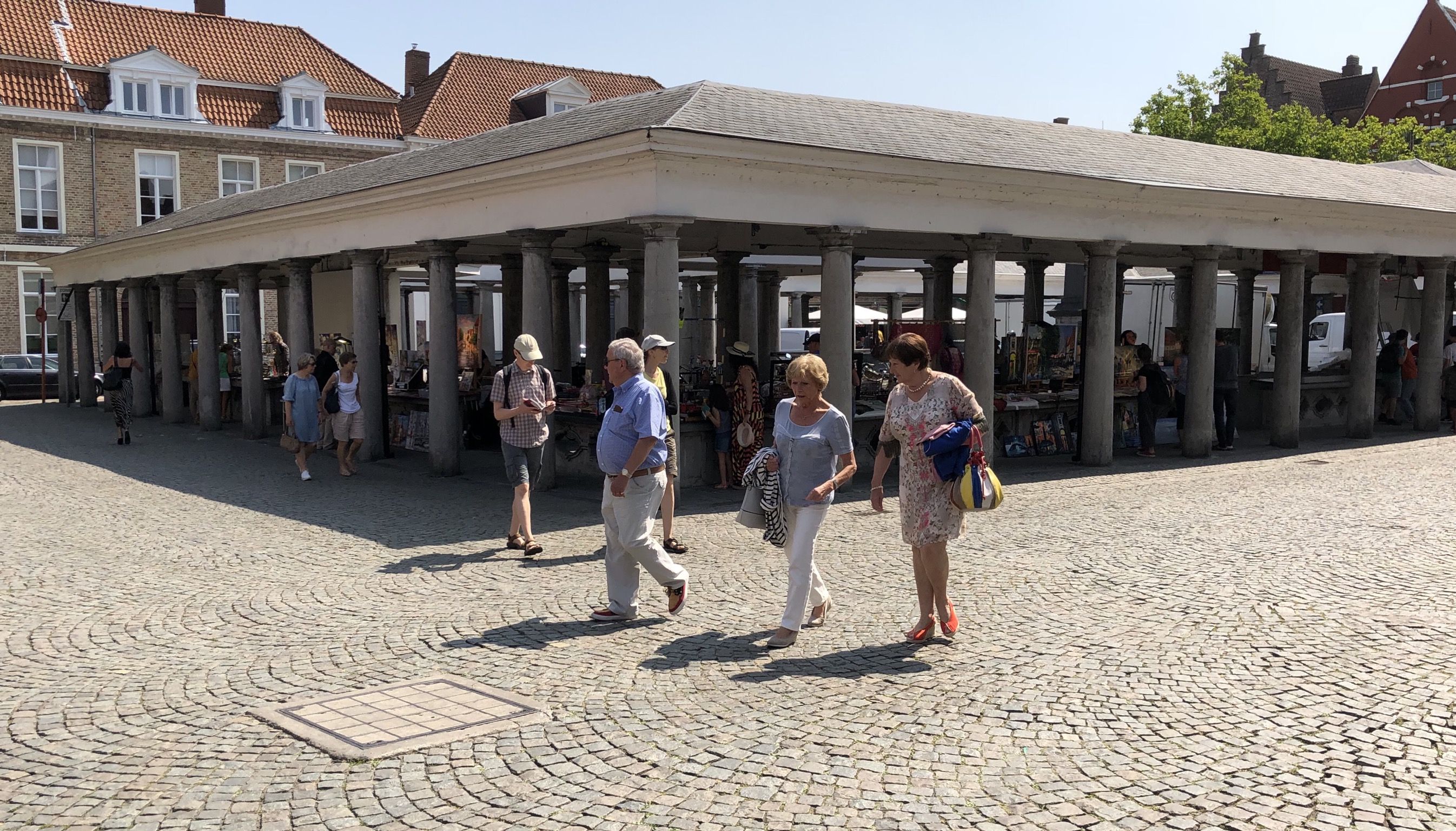
Blick von Nordwesten, 2019

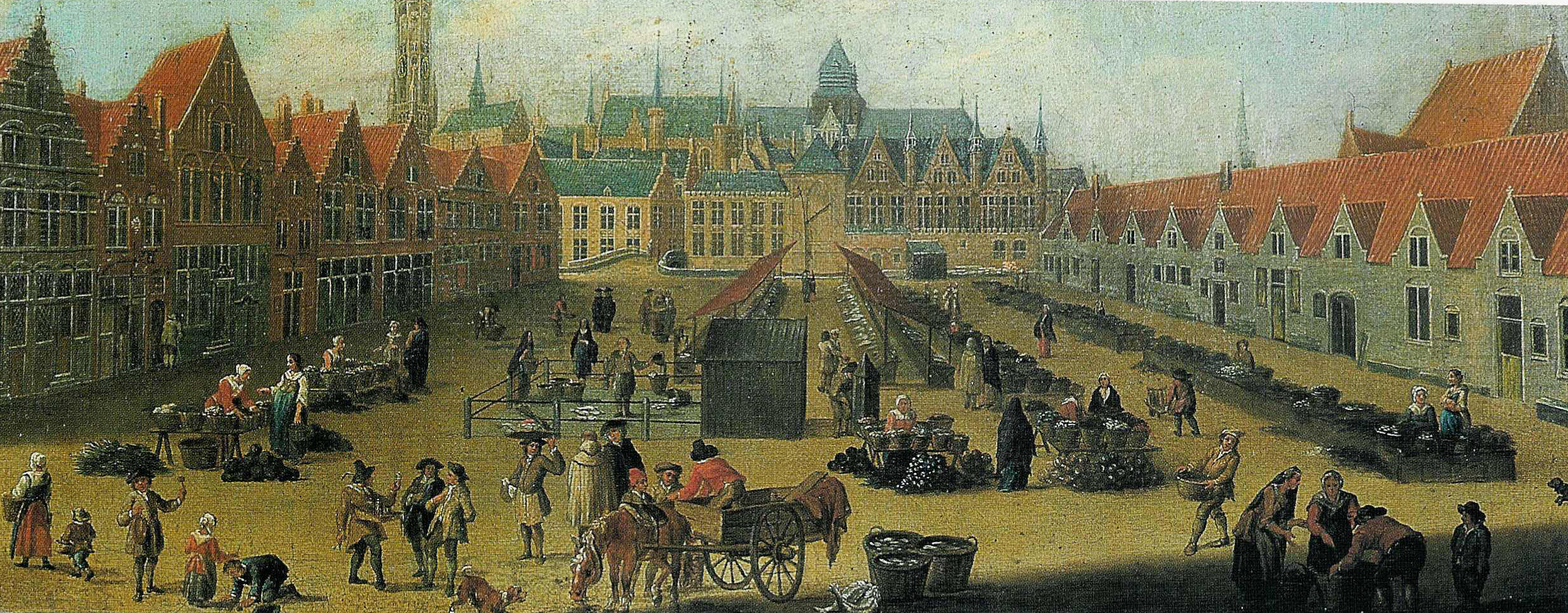
Fischmarkt im Jahr 1750

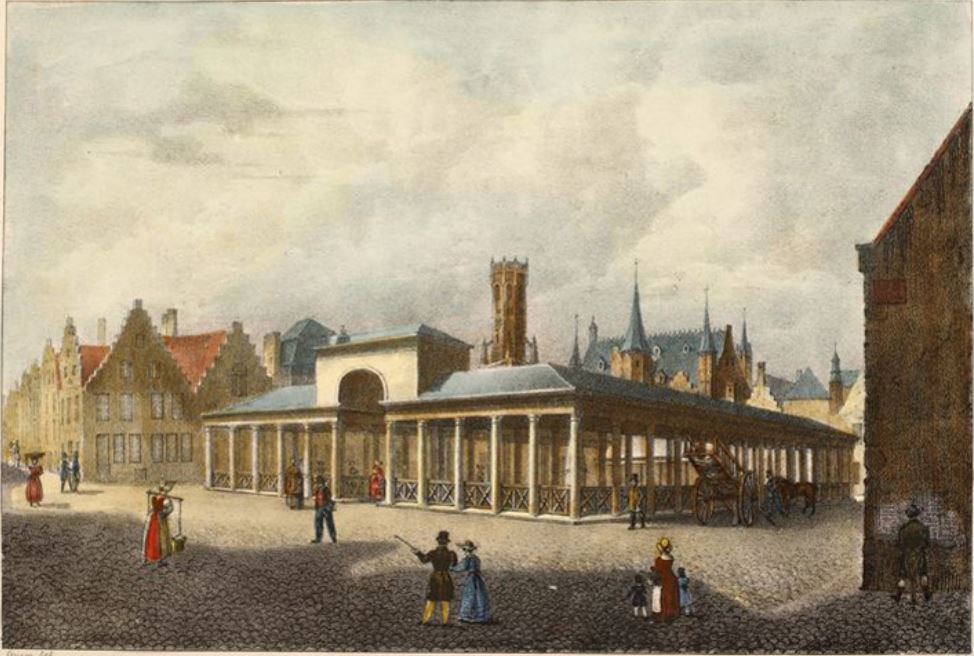
Südseite auf einer Darstellung von 1830

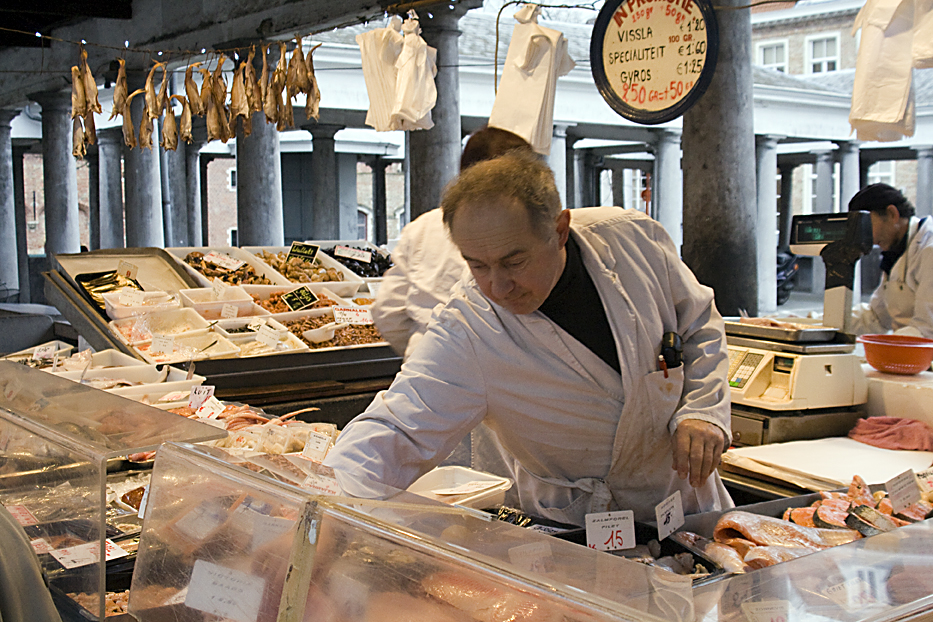
Verkaufsstand, 2007

Der Fischmarkt (niederländisch Vismarkt) ist der denkmalgeschützte Fischmarkt der Stadt Brügge in Belgien.
An jedem Vormittag, außer an Sonn- und Montagen, findet auf dem Markt der Fischverkauf statt.

## Lage
Der Markt befindet sich zentral in der Brügger Altstadt an der Straße Vismarkt. Südlich führt die Straße Braambergstraat, nördlich die Straße Steenhouwersdijk sowie der Kanal Groenerei entlang.

## Architektur und Geschichte
Der Brügger Fischmarkt wurde im Jahr 1745 an seinen heutigen Standort verlegt, nachdem er zuvor auf dem Marktplatz von Brügge abgehalten worden war, dort aber wegen der Gerüche als störend empfunden wurde. In den Jahren 1820/21 entstand die den Platz einnehmende Markthalle nach einem Entwurf des Stadtarchitekten Jan-Robert Calloigne im Stil des Klassizismus. Es wurde eine rechteckig um den Platz verlaufende Kolonnade aus 126  Toskanischen Säulen errichtet. Auf der Südseite ist die Kolonnade durch einen hohen, als Tonnengewölbe ausgeführten Bogen unterbrochen, der als Eingang dient. Zunächst waren in der Kolonnade für den Fischverkauf hölzerne Bänke angeordnet, die jedoch 1852 durch die noch heute bestehenden steinernen Bänke ersetzt wurden. In der Mitte des Innenhofs befindet sich eine Wasserpumpe in Form eines Obelisken.
Der Fischmarkt ist das einzige öffentliche Gebäude, dass in der niederländischen Zeit von 1815 bis 1830 in Brügge entstand.
Das Gebäude ist seit dem 5. Dezember 1962 als Denkmal ausgewiesen und wird seit dem 14. September 2009 als architektonisches Erbe geführt.